# Nowe Drawsko
Nowe Drawsko (niem. Neu Draheim) – wieś sołecka w Polsce położona w województwie zachodniopomorskim, w powiecie drawskim, w gminie Czaplinek. 
W latach 1975–1998 miejscowość administracyjnie należała do województwa koszalińskiego. W roku 2007 wieś liczyła 32 mieszkańców.
Wieś leży ok. 4,5 km na północ od Czaplinka, ok. 1 km na wschód od drogi wojewódzkiej nr 163, nad jeziorem Żerdno.
Około 1 km na wschód od wsi znajduje się wzniesienie Kopica.